# Gamma gulielmi
Gamma gulielmi är en stekelart som beskrevs av Cooper 1999. Gamma gulielmi ingår i släktet Gamma och familjen Eumenidae. Inga underarter finns listade i Catalogue of Life.